# La Bastida de Bellera
La Bastida de Bellera és un antic poble del municipi de Sarroca de Bellera, a la comarca del Pallars Jussà. Formava part des del 1847 del terme primitiu de Sarroca de Bellera.

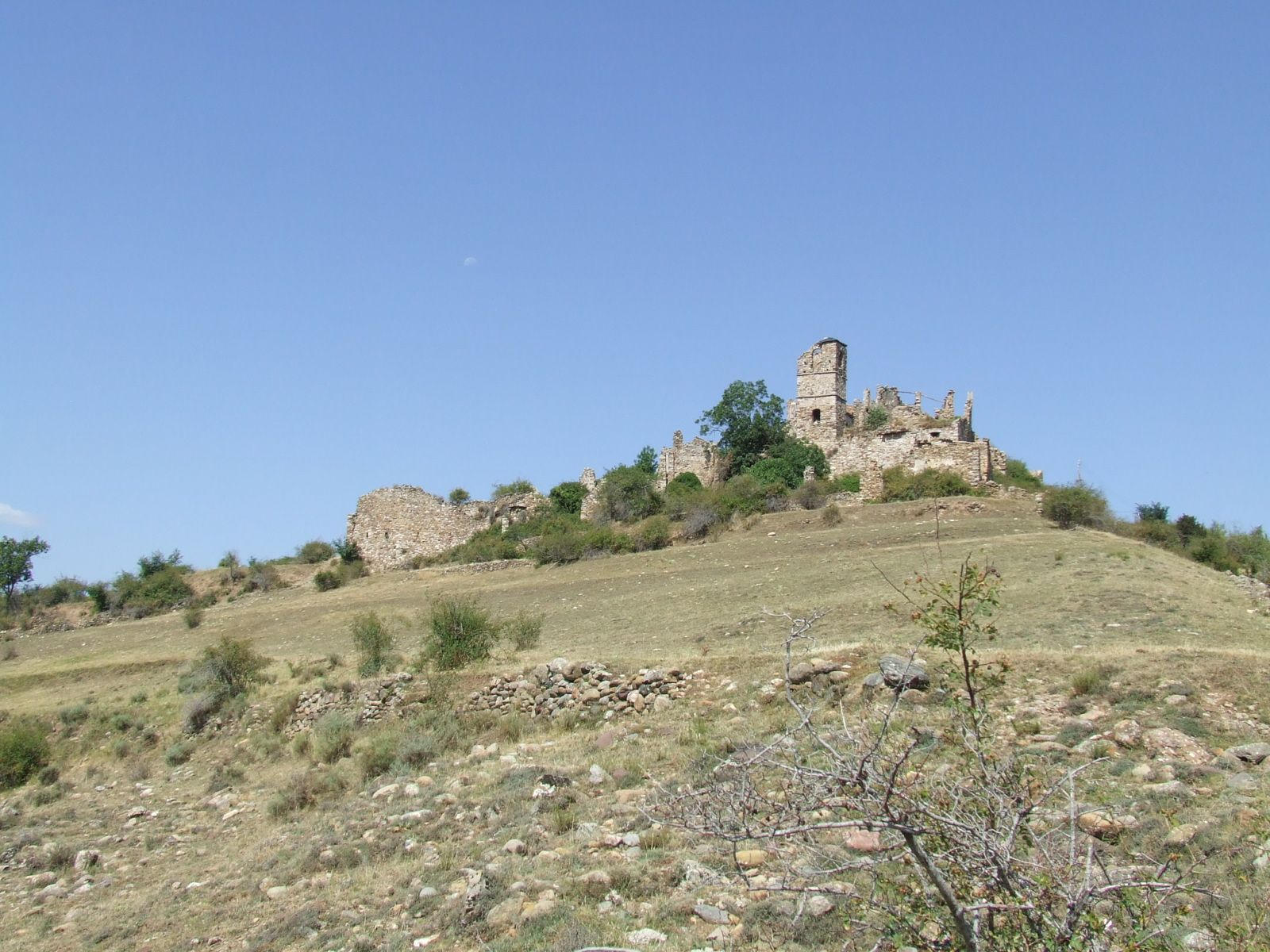
El poble, des de migdia

Està situat a la part oriental del terme, gairebé a tocar de l'enclavament de Larén, del terme municipal de Senterada. Aturonat sota lo Tossal a la trobada de la Serra de la Bastida i del Serrat Segur, domina la vall del barranc de Sant Genís, queda quasi al davant -a ponent seu- de l'antic monestir de Sant Genís de Bellera. 650 metres al sud-est del poble, damunt el barranc de Sant Genís, es troba el pont romànic anomenat Pont del Diable, que unia la Bastida de Bellera amb el monestir de Sant Genís de Bellera.
Malgrat el seu despoblament, Joan Bellmunt (op. cit.) va recollir el 1994 el nom de les cases del poble: Abadia (que podria ser l'antiga rectoria), Antoni, Casolà, Cassó, Ermengol, Jepet, Junico, Magí, Mateu, Pallarès i Ricou.
L'església del poble, parroquial, és dedicada a sant Sebastià (patronatge posat després de l'atac d'una pesta) i arribà a ser prou important: tenia 7 altars. A 1,5 km del poble, a més, hi ha l'ermita de la Mare de Déu de Bellera, al sud-est, seguint la carena de la Serra de la Bastida.

## Etimologia
Es tracta d'un nom romànic descriptiu: la Bastida indica l'existència d'un petit castell subsidiari d'un altre de més gran i important. Bellera indica el territori al qual pertanyia: la baronia de Bellera.

## Història
La Bastida de Bellera consta ja el 1381 dins de la baronia de Bellera; en aquell moment tenia 3 focs (uns 15 habitants). A l'extinció dels senyorius (1831), estava en mans de Bernat d'Oms, comandant de cavalleria catalana.

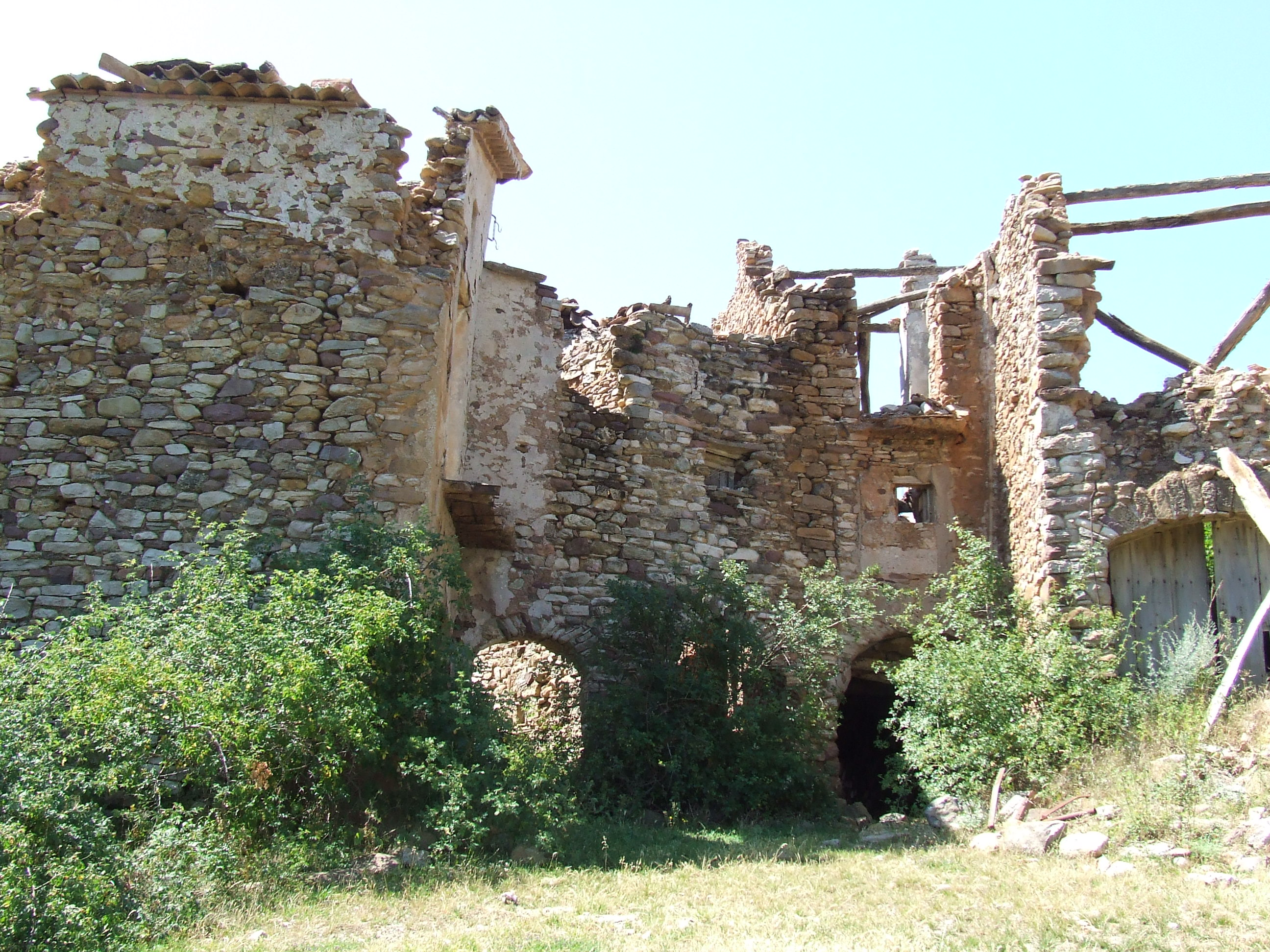
L'antiga plaça del poble

Fou un dels molts pobles pallaresos que el 1812 tingueren ajuntament propi, a ran del desplegament dels preceptes de la Constitució de Cadis, però que el perdé el febrer del 1847, ja que no arribava al mínim de 30 veïns (caps de família) que exigia la llei municipal del 1845. Així, el febrer del 1847 fou agregat a Sarroca de Bellera, juntament amb Iglesias, i entre els tres pobles i la caseria de Vilella sumaren els 36 veïns requerits.

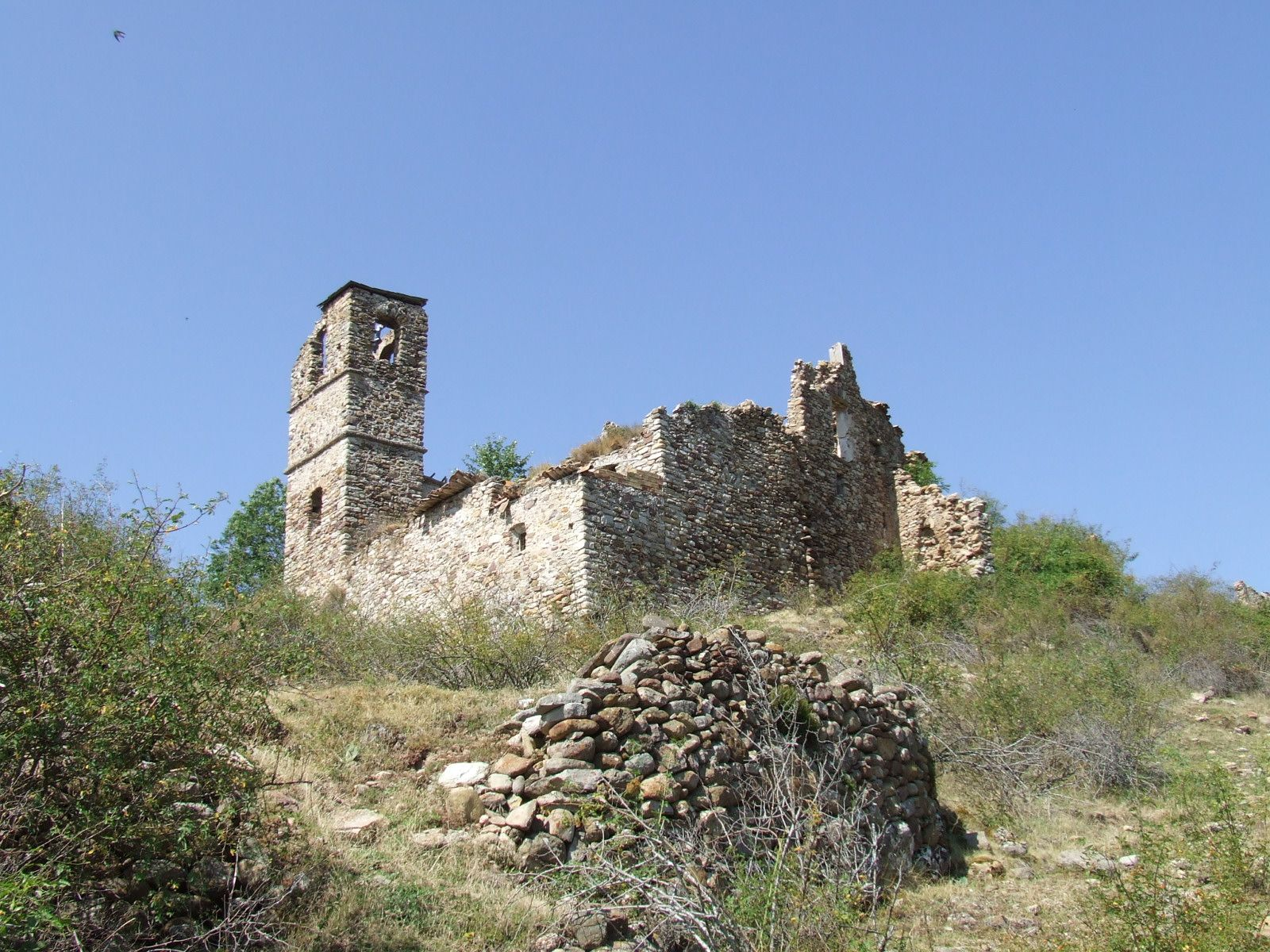
L'església de Sant Sebastià

Pascual Madoz, en el seu Diccionario geográfico... del 1845 inclou un article sobre Bastida de Bellera. Hi diu que el poble és dalt d'un turó, amb lliure ventilació i clima propens a inflamacions i cadarns bronquials. Tenia 10 cases d'un sol pis, 8 d'elles al voltant d'una placeta, amb l'església parroquial de Sant Sebastià, i 2 més a 10 passes de distància. El terreny del poble és en part muntanyós i en part pla; és escabrós i de mala qualitat. Hi ha boscos d'alzines i roures que es feien servir per a llenya, i una petita horta regada pel riu de Sarroca a través d'una séquia. Esmenta el barranc de Sant Genís, però en diu que les aigües són tan profundes, que no es poden aprofitar, i fa un esment del pont, sense dir-ne el nom. S'hi produïa blat, ordi, patates, llegums, fruites, panses i cànem. De bestiar, vaques, ovelles i cavalls. Hi havia cacera, sobretot de llebres, perdius i conills. La població era de 6 veïns (caps de família) i 25 ànimes (habitants).
El 1845 hi consten 25 habitants, que havien passat a ser 6 el 1970 i cap al 1994, any en què va passar a ser un poble abandonat.

## Llocs d'interès
- Església parroquial de Sant Sebastià
- Pont del Diable, situat a orient del poble, d'origen medieval. Creua el barranc de Sant Genís
- Ermita de la Mare de Déu de Bellera, d'estil romànic.